# Krishnanagar
Krishnanagar è una suddivisione dell'India, classificata come municipality, di 139 070 abitanti, capoluogo del distretto di Nadia, nello stato federato del Bengala Occidentale. In base al numero di abitanti la città rientra nella classe I (da 100 000 persone in su).

## Geografia fisica
La città è situata a 23° 23' 60 N e 88° 30' 0 E e ha un'altitudine di 13 m s.l.m.

## Società

### Evoluzione demografica
Al censimento del 2001 la popolazione di Krishnanagar assommava a 139 070 persone, delle quali 70 512 maschi e 68 558 femmine. I bambini di età inferiore o uguale ai sei anni assommavano a 12 149, dei quali 6 125 maschi e 6 024 femmine. Infine, coloro che erano in grado di saper almeno leggere e scrivere erano 109 750, dei quali 58 174 maschi e 51 576 femmine.